# العلاقات الشمال مقدونية الكازاخستانية
العلاقات الشمال مقدونية الكازاخستانية هي العلاقات الثنائية التي تجمع بين شمال مقدونيا وكازاخستان.

## مقارنة بين البلدين
هذه مقارنة عامة ومرجعية للدولتين:
| وجه المقارنة                                              | شمال مقدونيا                                               | كازاخستان                      |
| --------------------------------------------------------- | ---------------------------------------------------------- | ------------------------------ |
| المساحة (كم2)                                             | 25.71 ألف                                                  | 2.72 مليون                     |
| عدد السكان (نسمة)                                         | 2.08 مليون                                                 | 17.95 مليون                    |
| الكثافة السكانية (ن./كم²)                                 | 80.9                                                       | 6.6                            |
| العاصمة                                                   | إسكوبية                                                    | نور سلطان                      |
| اللغة الرسمية                                             | اللغة المقدونية، اللغة الألبانية                           | اللغة القازاقية، اللغة الروسية |
| العملة                                                    | دينار مقدوني                                               | تينغ كازاخستاني                |
| الناتج المحلي الإجمالي (بليون دولار)                      | 11.34 مليار                                                | 159.41 مليار                   |
| الناتج المحلي الإجمالي (تعادل القوة الشرائية) بليون دولار | 29.26 مليار                                                | 439.39 مليار                   |
| الناتج المحلي الإجمالي الاسمي للفرد دولار أمريكي          | 4.85 ألف                                                   | 10.51 ألف                      |
| الناتج المحلي الإجمالي للفرد دولار أمريكي                 | 16.25 ألف                                                  | 24.23 ألف                      |
| مؤشر التنمية البشرية                                      | 0.747                                                      | 0.788                          |
| رمز المكالمات الدولي                                      | +389                                                       | +7                             |
| رمز الإنترنت                                              | .mk                                                        | .kz، .қаз ‏                     |
| المنطقة الزمنية                                           | توقيت وسط أوروبا، ت ع م+01:00، ت ع م+02:00، أوروبا/سكوبيه ‏ | ت ع م+05:00، ت ع م+06:00       |

## منظمات دولية مشتركة
يشترك البلدان في عضوية مجموعة من المنظمات الدولية، منها:
| علم المنظمة | اسم المنظمة                               | تاريخ انضمام شمال مقدونيا | تاريخ انضمام كازاخستان |
| ----------- | ----------------------------------------- | ------------------------- | ---------------------- |
|             | الاتحاد البريدي العالمي                   | ?                         | ?                      |
|             | يونسكو                                    | 28 يونيو 1993             | 22 مايو 1992           |
|             | البنك الدولي للإنشاء والتعمير             | 25 فبراير 1993            | 23 يوليو 1992          |
|             | وكالة ضمان الاستثمار متعدد الأطراف        | 19 مارس 1993              | 12 أغسطس 1993          |
|             | الاتحاد الدولي للاتصالات                  | 4 مايو 1993               | 23 فبراير 1993         |
|             | مؤسسة التمويل الدولية                     | 25 فبراير 1993            | 30 سبتمبر 1993         |
|             | منظمة الشرطة الجنائية الدولية             | ?                         | ?                      |
|             | الأمم المتحدة                             | 8 أبريل 1993              | 2 مارس 1992            |
|             | منظمة الأمن والتعاون في أوروبا            | 12 أكتوبر 1995            | 30 يناير 1992          |
|             | مؤسسة التنمية الدولية                     | 25 فبراير 1993            | 23 يوليو 1992          |
|             | منظمة حظر الأسلحة الكيميائية              | ?                         | ?                      |
|             | المركز الدولي لتسوية المنازعات الاستشارية | 26 نوفمبر 1998            | 21 أكتوبر 2000         |

## وصلات خارجية
- موقع وزارة الخارجية الكازاخستانية